# Rivière Saint-Joseph (Maumee)
Pour les articles homonymes, voir Rivière Saint-Joseph.
La rivière Saint-Joseph est un affluent de la rivière Maumee, approximativement 160 kilomètres de longueur, dans le sud du Michigan, le nord-ouest de l'Ohio, et le nord-est de l'Indiana, aux États-Unis. Elle draine une région agricole principalement rurale dans le bassin versant du du lac Érié. Elle atteint la ville de Fort Wayne, où elle conflue ave la rivière St. Marys pour former la rivière Maumee, tributaire du lac Érié.
Elle ne doit pas être confondue avec l'autre rivière Saint-Joseph qui de jette dans le lac Michigan.
La rivière est nommée en l'honneur de Joseph l'Ouvrier, le saint patron des Canadiens français.